# Armoiries de l'Alberta
Les armoiries de l'Alberta furent octroyées par ordre royal le 30 mai 1907 par le roi Édouard VII. Les armoiries apparaissent également dans le drapeau de l'Alberta.

## Histoire
Le 30 juillet 1980, on ajouta des ornements exterieurs (la crête, les supportants et la devise), par Ordre royal de la reine Élisabeth II.

## Description
Les armoiries représentent les ressources naturelles et la beauté du paysage de l'Alberta : les Montagnes Rocheuses et ses versants, les prairies vertes et les champs de blé.
Le blason présente, de haut en bas, la Croix de saint Georges sur un fond blanc, un ciel d'azur, des hautes montagnes, des collines vertes, des prairies et un champ de blé. 
La crête représente un casque couronné sur lequel repose un castor couronné de la couronne royale. Le blanc, le rouge et le castor sont les couleurs et l'animal officiels du Canada.
Les supportants sont représentés sous la forme d'un lion (qui symbolise le pouvoir) à gauche et d'un Pronghorn à droite qui symbolise les ressources naturelles de l'Alberta.
La partie basse est composée d'une montagne couverte de roses, la fleur officielle de l'Alberta, et en dessous on peut lire la devise officielle de la province : Fortis et Liber, qui veut dire "Fort et Libre".